# Estación Kamejima
La estación Kamejima (亀島駅 Kamejima-eki?) de la Línea Higashiyama, es operada por el Buró de transporte de la ciudad de Nagoya, y está identificada como H-07. Se encuentra ubicada en el barrio de Kamejima, Nakamura, en la ciudad de Nagoya, prefectura de Aichi, Japón. La estación abrió el 1 de abril de 1969. Presenta una tipología de andenes laterales, y cuenta con 4 salidas en total, como así también escaleras mecánicas y ascensor.

## Otros medios
- Bus de Nagoya
  - Líneas: 11, 13, 25 y 29.

## Sitios de interés
- Museo de porcelana Noritake
- Museo conmemorativo de la industria y tecnología de TOYOTA.
- Centro comunitario Kamejima
- Hospital Shinobe (篠辺病院?)

## Imágenes

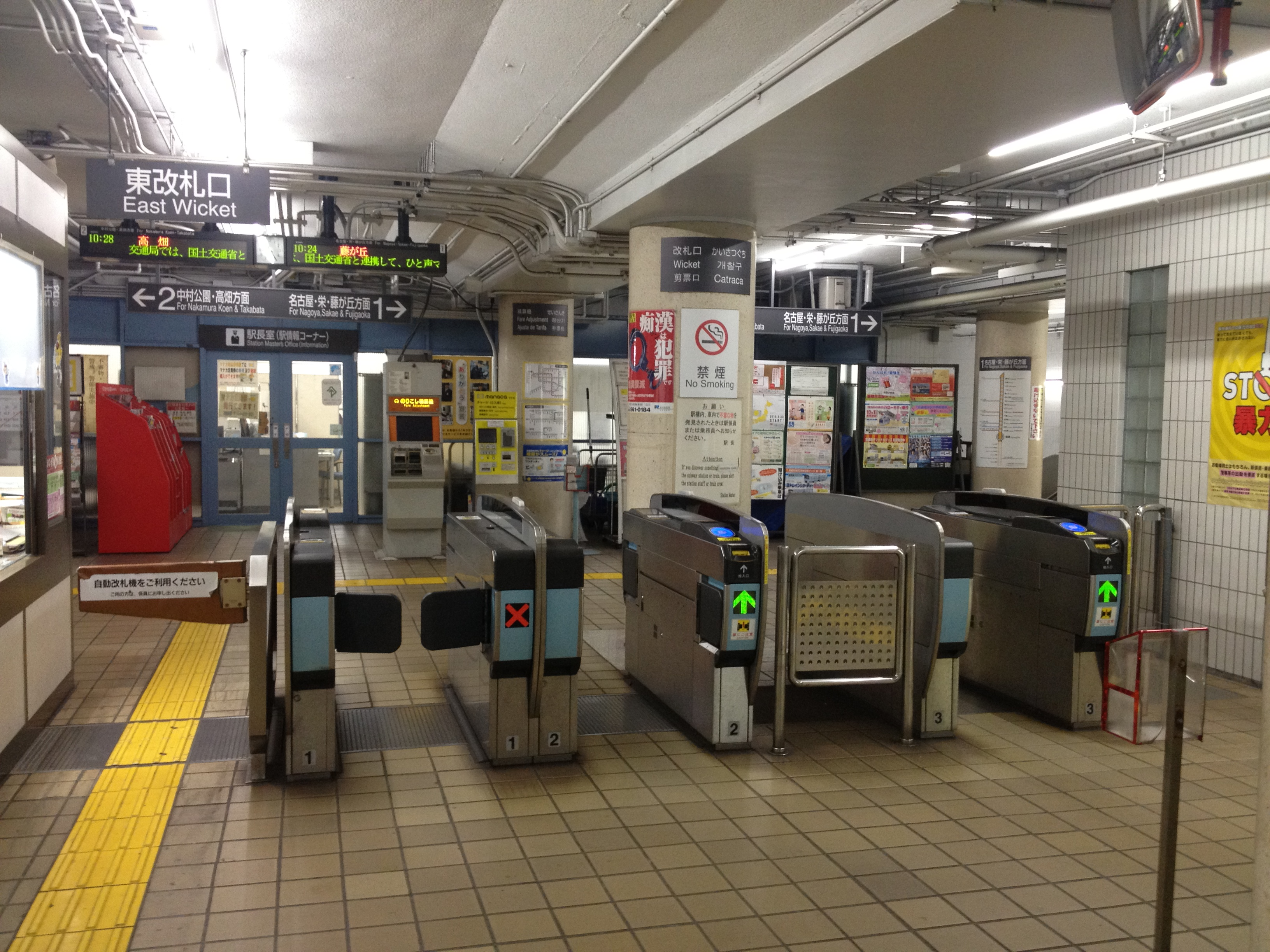
Molinetes.
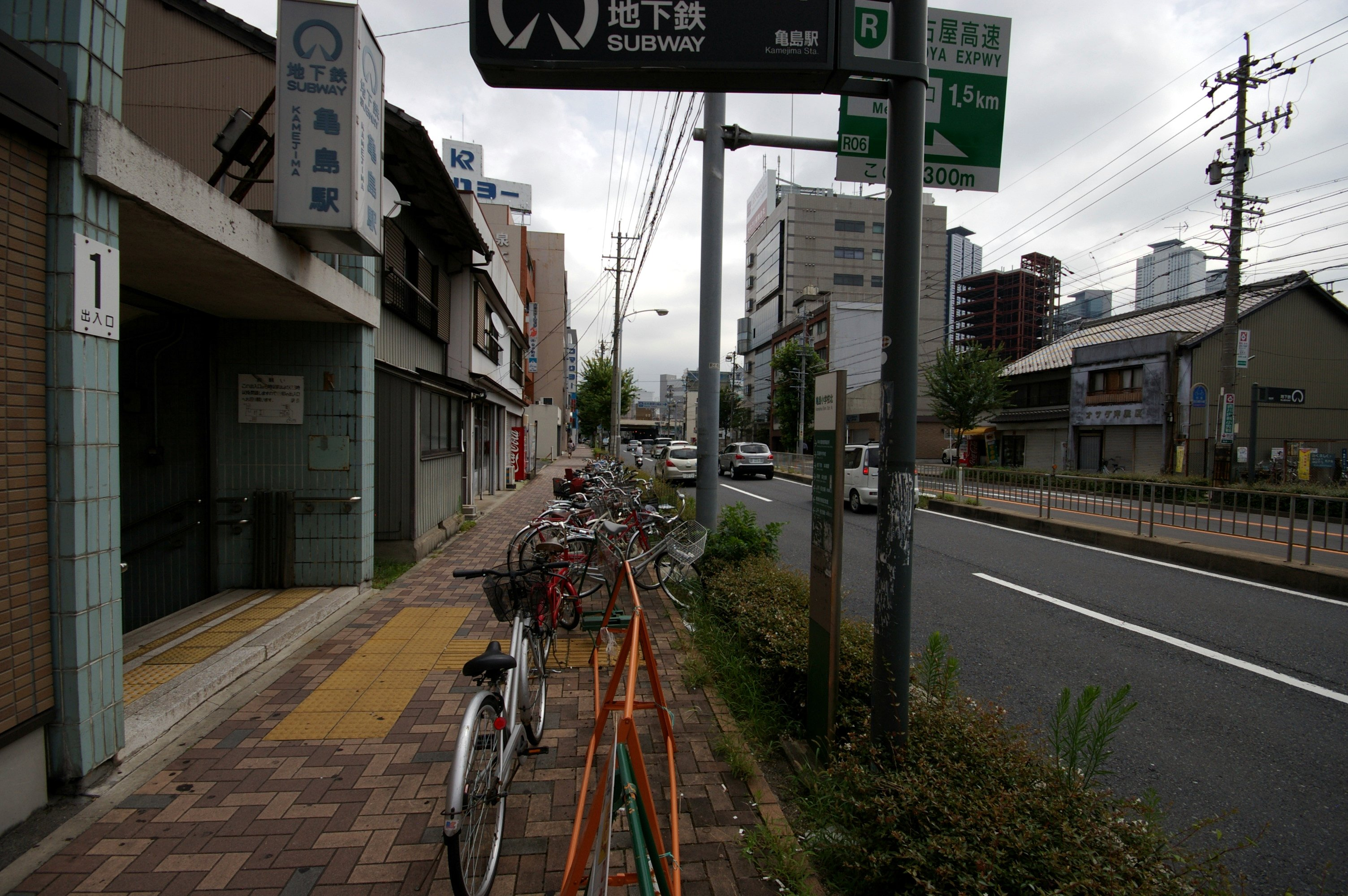
Acceso N.º 1.
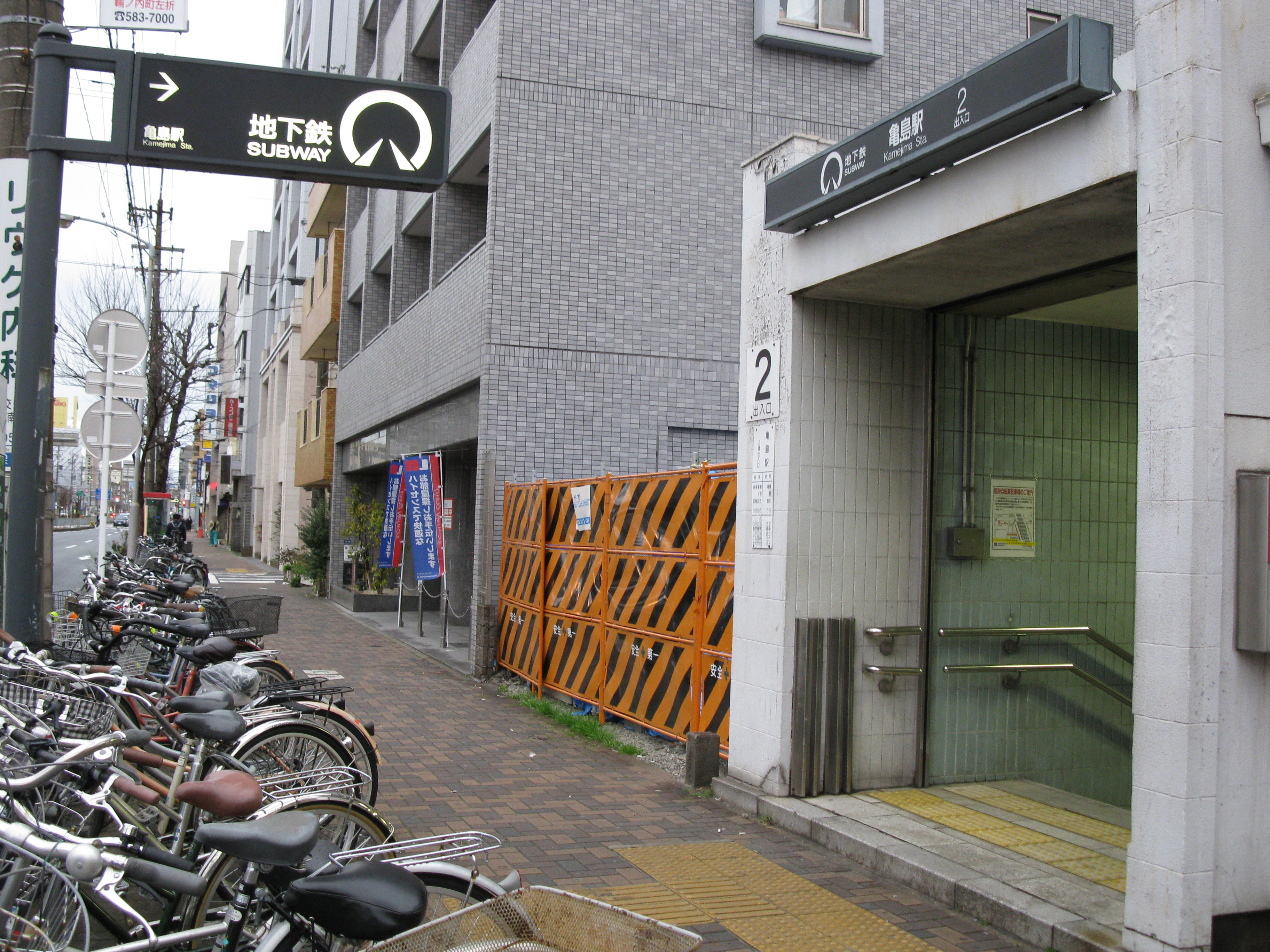
Acceso N.º 2.
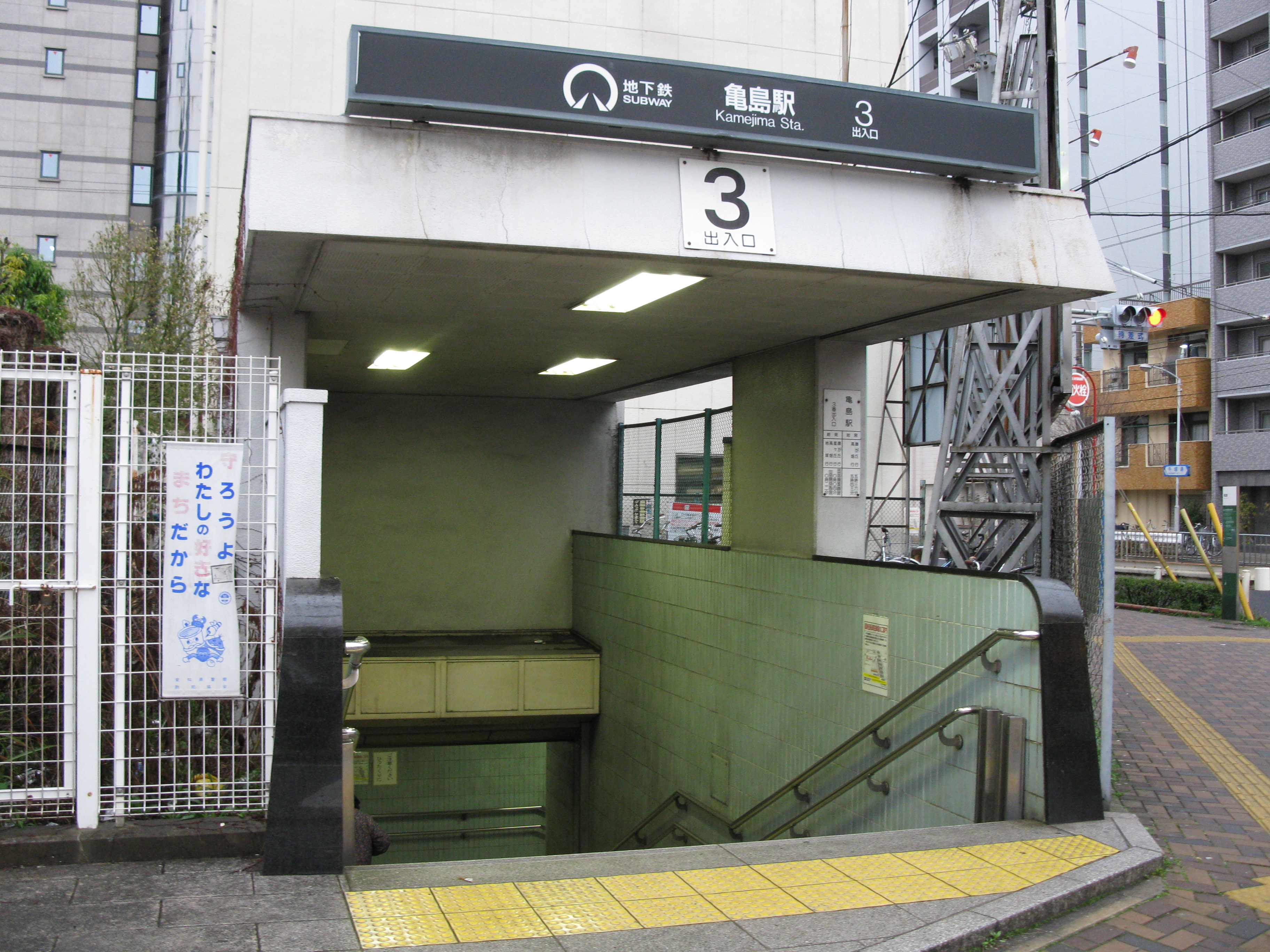
Acceso N.º 3.